# Hylaeus amatulus
Hylaeus amatulus là một loài Hymenoptera trong họ Colletidae. Loài này được Cockerell mô tả khoa học năm 1922.